# ویلیام بکت (خواننده)
ویلیام بکت (انگلیسی: William Beckett؛ زادهٔ ۱۱ فوریهٔ ۱۹۸۵) یک موسیقی‌دان اهل ایالات متحده آمریکا است.